# Droga krajowa B400 (Niemcy)
Droga krajowa 400 (Bundesstraße 400, B 400) – niemiecka droga krajowa przebiegająca na osi północny zachód - południowy wschód od skrzyżowania z drogą B27 koło Wichmannshausen do węzła Wommen na autostradzie A4 w Hesji.